# Universidade de Antofagasta
A Universidade de Antofagasta é uma tradicional universidade pública do Chile, pertencente ao Conselho de Reitores das Universidades Chilenas e ao Agrupamento de Universidades Regionais de Chile, sendo também integrante do Consórcio de Universidades do Estado do Chile. Sua sede principal encontra-se na cidade de Antofagasta.

## História

### Antecedentes
As raízes da Universidade de Antofagasta remontam aos seus primórdios em 1918, com a formação do primeiro estabelecimento educacional da região cujo objetivo era satisfazer as necessidades de postos de trabalho qualificados. Esta instituição, chamada Escuela Industrial del Salitre, foi a base para o desenvolvimento educacional da Região de Antofagasta no Chile.
Com o passar dos anos, a Escuela Industrial del Salitre foi transformada em Escuela Industrial del Salitre y Minas, que acabou sendo rebatizada de Escuela de Minas de Antofagasta.
Em 1952, a Escola de Minas de Antofagasta passou a fazer parte da Universidade Técnica do Estado (UTE), graças aos esforços dos pioneiros do norte e do Ministério da Educação chileno.
Paralelamente, em 28 de junho de 1957, foi inaugurado o Centro Universitário Zona Norte, sob os auspícios da Universidade do Chile. Em 10 de janeiro de 1961, começaram os trabalhos preliminares para a construção da cidade universitária. Em 1962, foi rebatizado de Colegio Regional Universitario de Antofagasta.

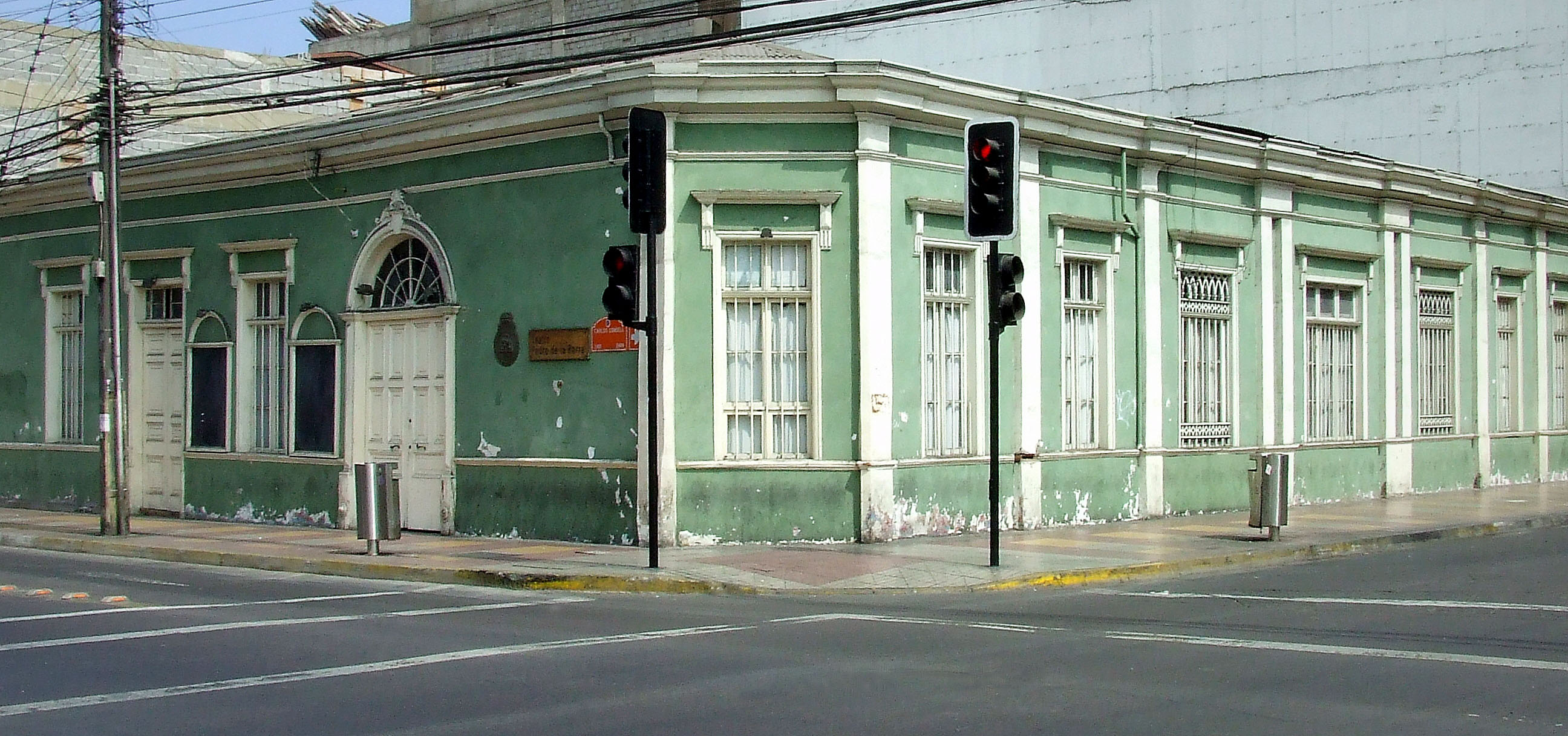
A antiga Escuela de Niñas, lugar de ensaio da companhia Teatro del Desierto, que atualmente corresponde ao teatro Pedro de la Barra da universidade.

Em 1962, um grupo de estudantes de Pedagogia do Colégio Universitário Regional, liderados por Alfredo Carrizo, Sonia Orellana e José Frez, formaram a companhia teatral da universidade, com o nome de Teatro del Desierto. Em maio do mesmo ano, Raúl Bitrán, então diretor do Colégio Universitário Regional, fez um convite ao diretor e dramaturgo Pedro de la Barra, que então se encontrava em Arica. De la Barra chegou ao grupo em julho do mesmo ano, na companhia do maquiador Carlos Núñez e do cenógrafo Mario Tardito, que ficaram para assessorar a companhia até sua estreia.
Em 25 de agosto de 1962, foi realizada a primeira estreia da companhia, que apresentou as obras "El pastel y la tarta" e "Pacto de media noche". Diante do sucesso, Bitrán pediu ao dramaturgo e sua equipe para que permanecessem na cidade para dirigir e profissionalizar a empresa. Mais tarde, em março de 1963, foi criada a seção de teatro do Departamento de Extensão Cultural da Universidade do Chile.
Em 24 de abril de 1968, foi realizada a primeira transmissão em amplitude modulada da afiliada local da rádio da Universidade Técnica Estadual (Rádio Universidad de Antofagasta desde 1981).
Em 3 de outubro de 1968, foi aprovado o processo de autonomia da sede da Universidade do Chile. Assim, em 24 de outubro de 1968, foi criada a Sede Regional da Universidade do Chile, graças à Reforma Universitária.

### Criação

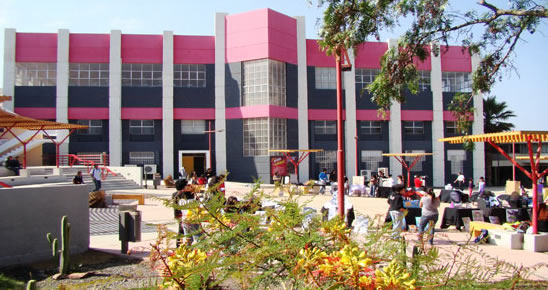
Biblioteca, localizada no Campus Coloso.

Depois do Golpe de Estado de 1973, a ditadura de Augusto Pinochet, mediante o decreto N.º 50 de outubro de 1973, procedeu a intervir nas universidades estatais através da designação de reitores delegados. Posteriormente, por meio de um Decreto Lei de dezembro de 1980, possibilitou-se a reestruturação das universidades mediante a publicação de decretos com força de lei; depois, por meio do DFL N.º 2 de 7 de janeiro de 1981, antecipou-se a possibilidade de proceder à divisão das universidades existentes até então,
Finalmente, mediante uma série de DFL, procedeu-se a transformar às sedes regionais da Universidade de Chile e da Universidade Técnica do Estado, fundindo-as se for o caso, para dar lugar ao nascimento das chamadas universidades regionais, com a finalidade de terminar com a centralização da educação. Desta maneira, mediante um decreto com força de lei publicado o 20 de março de 1981 produz-se a definitiva fusão da Universidade Técnica do Estado de Antofagasta e a Sede Regional da Universidade de Chile, dando origem à actual Universidade de Antofagasta. Seu primeiro reitor designado foi o comandante da FACh Tulio Vidal.
Como parte da reordenação universitária local, se determinou a dissolução do Departamento de Arte, o traspasso da Orquestra Sinfónica à Corporação Cultural Municipal, a entrega do edifício do teatro da universidade à Caixa de Previsão de Empregados Particulares, entre outros.
Em maio de 1983 estabelecem-se os estatutos da Federação de Estudantes da Universidade de Antofagasta, resultando eleito Juan Carlos Sánchez como seu primeiro presidente.
Em 20 de janeiro de 1984, o engenheiro eletrônico Manuel Achondo Guzmán foi nomeado reitor. Achondo finalmente apresentou sua renúncia em 7 de dezembro de 1988, para assumir o cargo de prefeito regional.  Em sua substituição, o Conselho de Administração entregou uma lista de três candidatos, resultando na designação do engenheiro civil de minas Darío Pérez Delard como reitor a partir de 1º de fevereiro de 1989.
Com o retorno da democracia, Darío Pérez apresenta sua renúncia voluntária em 1º de maio de 1990. Em sua substituição, em 13 de outubro do mesmo ano, foi eleito reitor o professor Jorge Peralta Hidalgo, que seria o primeiro reitor eleito democraticamente desde a criação da universidade.
No dia 28 de novembro de 1990, a Rádio Universidade de Antofagasta começa a transmitir em frequência modulada, no dial 99.9 MHz.
Depois de vencer na eleição interna ao reitor vigente Jaime Godoy, o engenheiro Pedro Córdova Mena assume como reitor a partir de 19 de agosto de 2002. Durante sua gestão aprofunda-se a crise financeira da instituição, ao detectar-se um déficit orçamental produto de múltiplas contratações de assessores e servidores públicos realizadas desde o período de Córdova. Os estudantes declararam-se em tomada em novembro de 2004, para pedir à Junta Diretiva a renúncia do reitor; esta entidade terminou ratificando ao reitor em seu cargo, realizando sozinho mudanças na plana diretora superior, sem tocar à máxima autoridade.
Córdova concorreu ao cargo, embora tenha sido finalmente derrotado por Luis Loyola Morales, que assumiu o cargo em 19 de agosto de 2006.  Após cumprir seu primeiro mandato, Loyola concorre à reeleição, sendo eleito novamente, garantindo assim sua continuidade por quatro anos, a partir de 19 de agosto de 2010.
No ano 2018, a instituição inaugurou o Hospital Clínico da Universidade de Antofagasta, o primeiro hospital clínico universitário do norte de Chile.
No mesmo ano 2018, a Universidade de Antofagasta assinou um convênio com a Corporação de Assistência Judicial de Antofagasta, o que permitiu a criação de um Centro de Atenção Jurídica para outorgar apoio judicial a pessoas de escassos recursos, em demandas civis e de família.

## Administração

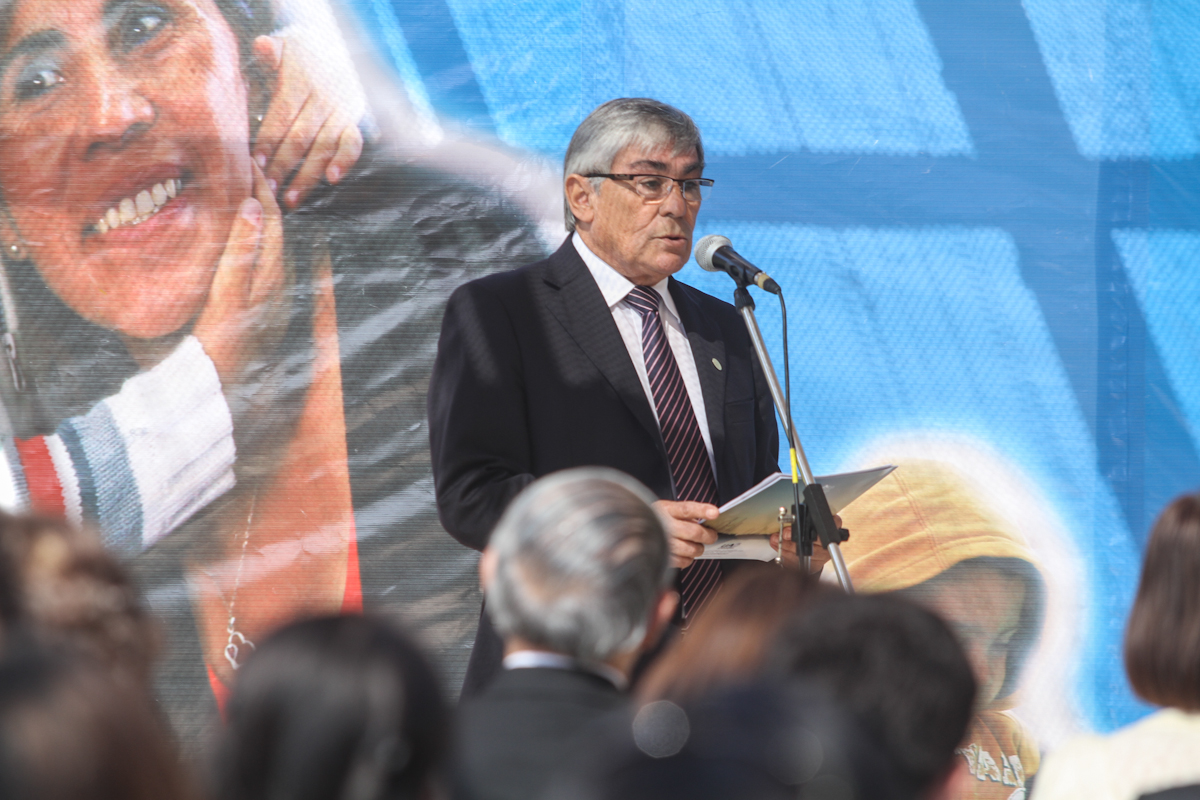
Luis Alberto Loyola, atual reitor da universidade.

A universidade é dirigida pela Direção Superior (regida pelo reitor, máxima autoridade), em colaboração da Junta Directiva e do Conselho Acadêmico. Desde sua fundação, a Universidade de Antofagasta teve 7 reitores, 3 dos quais foram reitores designados, isto é, nomeados diretamente pela Junta Militar da ditadura militar liderada por Augusto Pinochet.
A Junta de Diretora é o organismo colegiado resolutivo superior da universidade, que tem atribuições conferidas pelo Estatuto Orgânico da universidade (DFL 148 de 1981). O Conselho Académico é um organismo de carácter consultivo do reitor, com certas atribuições específicas que indica o Estatuto Orgânico da universidade.
Os alunos encontram-se organizados nos diversos Centros de Alunos da cada carreira, e agrupados na Federação de Estudantes da Universidade de Antofagasta (FEUA).

## Organização
A Universidade de Antofagasta encontra-se distribuída sobre aproximadamente 73.354 m² edificados, repartidos em quatro sedes. As atividades académicas e docentes distribuem-se entre Campus Coloso, Área Clínica e Centro de Educação Contínua, enquanto em Campus Angamos concentra-se a atividade administrativa.